# Saint Geniez d’Olt et d’Aubrac
Saint Geniez d’Olt et d’Aubrac ist eine französische Gemeinde mit 2.167 Einwohnern (Stand 1. Januar 2022) im Département Aveyron in der Region Okzitanien. Sie gehört zum Kanton Lot et Palanges und zum Arrondissement Rodez. 
Sie entstand mit Wirkung vom 1. Januar 2016 als Commune nouvelle durch die Zusammenlegung der bisherigen Gemeinden Aurelle-Verlac und Saint-Geniez-d’Olt. Die Schreibweise des langen Gemeindenamens erfolgt offiziell ohne Bindestriche!

## Gliederung
| Ortsteil                             | ehemaliger INSEE-Code | Fläche (km²) | Einwohnerzahl am 1. Januar 2022 |
| ------------------------------------ | --------------------- | ------------ | ------------------------------- |
| Saint-Geniez-d’Olt (Verwaltungssitz) | 12224                 | 35,49        | 2.032                           |
| Aurelle-Verlac                       | 12014                 | 54,68        | .0135                           |

## Geographie
Das Gemeindegebiet gehört zum Regionalen Naturpark Aubrac. Das Gemeindegebiet wird im Süden vom Fluss Lot (Fluss) durchquert, in den hier die Zuflüsse Mardonenque und Merdanson einmünden.
Nachbargemeinden sind:
- Prades-d’Aubrac im Nordwesten
- Nasbinals und Les Salces im Norden
- Trélans, Pomayrols und La Capelle-Bonance im Osten
- Saint-Saturnin-de-Lenne im Südosten
- Saint-Martin-de-Lenne im Südwesten
- Pierrefiche und Sainte-Eulalie-d’Olt im Westen

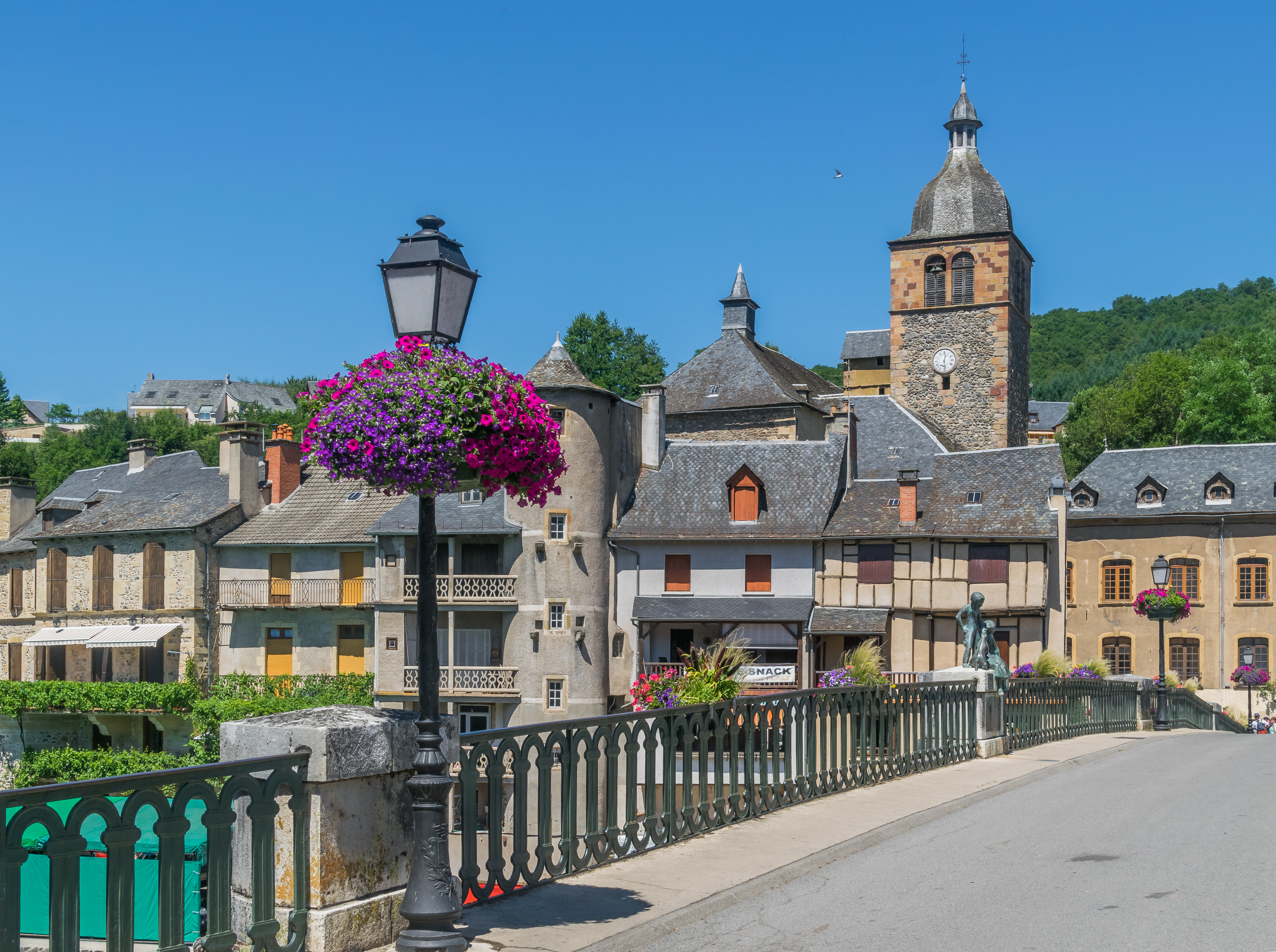
Kirche Saint-Geniez im Ortsteil Saint-Geniez-d’Olt